# ناحیه نرثفیلد (شهرستان کوک، ایلینوی)
ناحیه نرثفیلد (به انگلیسی: Northfield Township) یک منطقهٔ مسکونی در ایالات متحده آمریکا است که در شهرستان کوک (ایلینوی) واقع شده‌است. ناحیه نرثفیلد ۸۹٫۷۲ کیلومتر مربع مساحت دارد ۱۹۸ متر بالاتر از سطح دریا واقع شده‌است.